# Dunsum
Dunsum (en frisón septentrional: Dunsem) es una Gemeinde (pequeño núcleo de población) situada en la isla de Föhr, distrito de Frisia Septentrional, en el estado federado de Schleswig-Holstein (Alemania), con una población a finales de 2016 de unos 79 habitantes.
Se encuentra ubicado al noroeste del estado, en las islas Frisias (mar del Norte) y cerca de la frontera con Dinamarca.